# 松本家住宅 (高山市)
松本家住宅（まつもとけじゅうたく）は岐阜県高山市上川原町にある旧家の邸宅であった古民家で、日本国により重要文化財に指定されている。
文政9年（1826年）頃に岐阜から飛騨に至る旧益田街道沿いに薬種商人であった原屋が店舗兼住居として建造した。主屋の建造年は詳らかでないが漬物蔵は棟札からその文政9年（1826年）に建造されたことが明らかとなっており、それに近い時期に建造されたとみられる。高山の旧市街地は明治初頭の大火でその大半が焼失したため、本住宅が最も古い町屋となっている。明治45年（1912年）に蝋燭、練油、煙草商人であった松本吉助が買い取り、住宅とした。買い取った後はもっぱら住居として用いたが、大きな改造は施されず店舗としての構造を遺している。昭和46年（1971年）12月28日に国の重要文化財に指定され、昭和59年（1984年）には松本家から高山市に所有が移った。平成元年から同5年にかけて修理が施された。令和4年（2022年）現在、文化財として公開されており、原家の所蔵品や松本家の商売道具等を展示している。
主屋は桁行10.8m、梁間14.5mの2階建てで、街道に東面する。玄関から庭にむけて外どじ、内どじ、とおりどじと呼ばれる土間が繋がり土足で通り抜けることができる。外どじの北側には通りに面してみせ、おくみせが連なっている。内どじの北側はおえと呼ばれる応接室、その北にかずきと称する寝室がある。とおりどじの北側は囲炉裏を備えただいどこという居間、仏間、座敷がある。おえ、だいどこ、内どじならびにとおりどじは2階まで吹き抜けとなっている。2階は街道側の天井が低いみせにかい、その西側に階段を通ってなかにかいがあり、庭に面した側は茶室とおくにかいと呼ばれる。屋根は切妻造り、鉄板葺きとなっている。
庭の周りは土間が取り巻き、南側に水屋と風呂、西側に漬物蔵、北側は米蔵がある。漬物蔵南側は土間となっており、その2階は薬屋時代に行商人の宿泊所として用いられていたと伝わる。米蔵は桁行7.9m、梁間5.8mで2階建ての土蔵で、屋根は切妻造り、鉄板葺きとなっている。漬物蔵は桁行5.2m、梁間4.2mで2階建ての土蔵で、屋根は切妻造り、鉄板葺きである。